# 新疆生产建设兵团第一师
新疆生产建设兵团第一师，简称第一师（前称新疆生产建设兵团农业建设第一师，简称农一师），是新疆生产建设兵团的师，系正地厅级单位。一师与新疆维吾尔自治区阿拉尔市实行“师市合一”，管理团场位于阿克苏地区、阿拉尔市境内。全师土地总面积6,939.68平方公里，总人口32.68万，师部驻地阿拉尔市。

## 沿革
新疆生产建设兵团第一师的前身，是中国工农红军第二方面军第六军团。抗日战争后期，为八路军120师359旅。第二次国共内战后期改编为中国人民解放军第一野战军第一兵团第二军步兵第五师。1953年3月，新疆军区下达命令，撤销步兵第五师番号，改编为新疆军区农业建设第一师。1953年6月，新疆军区农业建设第一师正式成立。这比新疆生产建设兵团的成立还早一年。新疆生产建设兵团成立后，1954年10月该师划归兵团建制，成为新疆生产建设兵团农业建设第一师（简称“农一师”），是新疆生产建设兵团第一个正师级建制。自1950年代起，农一师三代人用60多年将塔里木河沿岸的千年荒滩逐步变成了绿洲。
1960年代初，中华人民共和国农垦部部长王震认为新疆生产建设兵团的屯垦事业，特别是塔里木垦区的粮、棉、蚕桑基地建设，需要大量知识青年。根据周恩来总理指示，1962年11月13日，农垦部党组呈报国务院，准备在第三个五年计划期间动员8.5万名上海支边知识青年去农一师、农二师参加以蚕桑为主的生产建设。截至1966年底，农一师共接收安置上海市知识青年45402人。文革结束后， 1979年3月3日，农一师“新疆阿克苏垦区十四团上海知识青年赴京上访团”出发赴北京请愿，要求回城。3月8日，他们与十二团、十三团会合组成了“阿克苏垦区（塔南）上海知识青年赴京上访团”。3月18日，上访团分为两路，一路继续北上赴北京，一路回上海。5月12日，上访团离开北京回新疆。1979年3月22日至5月12日，新疆生产建设兵团40多位上海知青组成了赴京请愿团，盼有关领导解决知青返城问题。此后，上海在新疆的知青先后3次上访，分别为7月19日到8月24日，9月1日到10日，12月12日到26日。1979年7月22日晚，国务院向新疆维吾尔自治区、上海市等十个省、自治区、直辖市电话通知：对已离开新疆的上访人员沿途劝阻、收容、遣散回新疆。1980年1月初，阿克苏垦区团场部分上海支边知青约3700多人聚集到阿克苏上访，要求上级给予返城政策回上海。国务院派出国家劳动总局、农垦部、国务院知青办组成以农垦部副部长张修竹为组长的工作组赴新疆，会同上海市劳动局副局长汪力田、新疆维吾尔自治区人民政府副主席、新疆维吾尔自治区农垦总局副局长谢高忠，举行三方会谈，形成了《关于做好稳定新疆垦区农场上海支边知识青年工作的座谈纪要》（简称“一月会谈纪要”），做出了《关于解决新疆垦区农场上海支边知识青年问题的具体规定》，随后又赴阿克苏举行上海青年代表座谈会。经国务院批准，1980年1月21日，新疆维吾尔自治区人民政府颁发《通知》，要求“上海青年联络总部”、“上海青年联合委员会”等组织立即解散并停止一切活动，要求聚集在阿克苏城区的上访人员立即返回原工作岗位，农场对返回人员要欢迎，不得歧视。上访人员随后返回原单位。1980年2月，上海市、新疆维吾尔自治区、新疆生产建设兵团等领导在阿克苏召集知青座谈会。
1980年11月8日至12月20日，喀什地区、巴音郭楞蒙古自治州、阿克苏地区等地1.5万名上海知青再度聚集到阿克苏，要求办理回上海的手续。1980年11月中旬，在阿克苏的部分上海知青占据了中共阿克苏地委办公大楼。12月13日，国务院再度派出工作组接见上海青年代表，宣传中央工作会议精神（主要是将大多数上海支边知识青年稳定在新疆，以利于上海和新疆两地的经济和政治秩序）。在各种措施下，垦区社会秩序恢复正常。1981年1月14日到16日，王震在新疆乌鲁木齐两次接见阿克苏、巴音郭楞蒙古自治州、石河子垦区上海青年代表，勉励其发扬艰苦奋斗的传统，加强纪律性，为“四化”建设创造安定团结局面。1981年3月12日至30日，在国务院主持之下，国家劳动总局、农垦部会同新疆维吾尔自治区和上海市的党政领导在北京开会，商讨解决在新疆的上海知青问题。1981年5月2日，中共上海市南市区委召开扩大会议，传达国务院《关于解决新疆垦区农场上海支边知识青年问题的具体规定》和中共上海市委的工作部署。1981年5月28日，国务院下发《关于解决新疆垦区农场上海支边知识青年问题的具体规定》，主要内容是本着有利开发边疆、建设边疆、巩固国防的原则，将上海知青基本稳定在新疆，同时为照顾上海支边知青本人或家庭困难，在政策范围内（例如“顶替”、“双知青”等）分期分批将符合条件的上海支边知青调回上海。1981年8月31日，中共上海市徐汇区委、徐汇区人民政府组织280名干部到各街道里委宣传国务院《关于解决新疆垦区农场上海支边知识青年问题的具体规定》，动员徐汇区在沪支边青年（618户、1580人），除符合文件规定可以留在上海者，全部回新疆垦区农场工作。1985年7月24日，中共中央总书记胡耀邦视察阿克苏时，在农一师大光毛纺厂特地接见38名上海支边知识青年代表，并为上海支边知识青年题词：“历史贡献与托木尔峰共存，新的业绩同塔里木河长流。”
1986年12月，农一师党委派出政治部主任倪豪梅等人到上海，会同新疆生产建设兵团驻沪办事处组成工作组，与上海方面一起做好将上海支边知识青年稳定在新疆生产建设兵团的工作。1987年，上海市人民政府制定政策，允许照顾一名上海老支边知青子女落户上海。1987年3月9日，上海市人民政府与新疆生产建设兵团签订《关于坚决贯彻党中央指示，把原上海支青稳定在新疆的商谈纪要》。据此，自同年起，上海市中专、技校、职业高中在新疆生产建设兵团招收符合回沪条件的上海支边知青子女。1988年和1989年，上海市高校、普通高中先后在新疆生产建设兵团面向上海支边知识青年子女招生。
1995年4月，经新疆生产建设兵团批准，农一师在阿拉尔成立阿拉尔管理局，统一管理镇区规划、土地、社会治安等项事务。1998年4月，根据中共中央、国务院加强新疆生产建设兵团工作的有关文件精神以及1997年底新疆生产建设兵团建市工作会议精神，农一师成立了阿拉尔建市筹建领导机构和工作机构，正式启动阿拉尔建市工作。经与新疆维吾尔自治区民政厅、新疆生产建设兵团建设局、中共阿克苏地委、阿克苏地区行政公署等协商，形成了建市初步方案。2001年1月4日，新疆维吾尔自治区人民政府第64次主席办公会议决定，阿拉尔市市辖区域范围为七团至十六团、塔里木灌区水利管理处、水利水电工程处、塔里木农垦大学（今塔里木大学）、托喀依乡（时属阿克苏市）。会议还决定，阿拉尔设市有关问题由新疆维吾尔自治区人民政府组织民政、财政及新疆生产建设兵团有关部门与国务院有关部门接洽。
2002年7月10日，新疆维吾尔自治区人民政府向国务院呈送《关于设立阿拉尔市的请示》。2002年9月17日，国务院下发《关于同意新疆维吾尔自治区设立县级阿拉尔市的批复》（国函〔2002〕81号），将阿拉尔市明确为新疆维吾尔自治区直辖市，并且规定市域四至界线，行政区划面积4196平方公里，市辖区域为10个团场、2个处、1 个大学、1个乡，及国家、自治区、兵团驻市单位52个。2002年12月5日至7日，阿拉尔市第一届人民代表大会第一次会议和中国人民政治协商会议阿拉尔市第一届委员会第一次会议召开，选举产生阿拉尔市第一届人民代表大会、阿拉尔市人民政府、中国人民政治协商会议阿拉尔市第一届委员会领导机构。2003年12月30日，新疆维吾尔自治区人民政府下发《关于设立阿拉尔市（县级）有关问题的通知》（新政发〔2003〕85号），明确阿拉尔市由新疆维吾尔自治区直辖，阿拉尔市人民政府驻阿拉尔市，管理方式按照石河子市模式执行，并且规定了阿拉尔市行政区域界线。2004年1月19日，中国共产党阿拉尔市委员会、阿拉尔市人民代表大会常务委员会、阿拉尔市人民政府、中国人民政治协商会议阿拉尔市委员会、中国共产党阿拉尔市纪律检查委员会正式挂牌成立。农一师与阿拉尔市实行“师市合一”的管理体制，由新疆维吾尔自治区、新疆生产建设兵团双重直辖。2012年，农一师机关及师级所有行政事业单位全部由阿克苏市搬迁至阿拉尔市。
2013年1月16日，农一师阿拉尔市举行新疆生产建设兵团第一师更名揭牌仪式，师市党委书记、政委邹跃斌，师市党委副书记、师长、阿拉尔市市长王新民为“中国共产党新疆生产建设兵团第一师阿拉尔市委员会”、“新疆生产建设兵团第一师”、“中国共产党新疆生产建设兵团第一师阿拉尔市纪律检查委员会”更名揭牌。自此，农一师正式更名为新疆生产建设兵团第一师。

## 编制
第一师师部驻地阿拉尔市。全师市总面积693968公顷，其中阿拉尔市面积625668公顷。全师市由塔里木的阿拉尔、沙井子2大垦区和四、五、六团3个独立垦区组成。师市下辖14个农牧团场、3个处、2个农场、1个镇、1个维吾尔族牧业乡，17个科教文卫事业单位，16家农工交建商企业，其中有上市公司2家（青松建化、新农开发）。

## 垦区团场
第一师现辖1个县级市、15个团、9个镇（实行“团镇合一”管理体制）、1个乡。
- 县级市：阿拉尔市

金银川垦区
- 团：一团金银川镇（第七师代管）、二团新井子镇、三团甘泉镇
- 单位：沙井子灌区水利管理处

阿克苏垦区
- 团：四团永宁镇、五团沙河镇（第十一师代管）、六团双城镇

阿拉尔垦区
- 乡：托喀依乡
- 团：七团、八团、九团（原幸福农场、阿拉尔农场）、十团、十一团花桥镇、十二团、十三团幸福镇（含十五团）、十四团金杨镇、十六团
- 单位：塔里木灌区水利管理处、水利水电工程处
- 园区：阿拉尔国家农业科技园区

## 历任领导
| 师长 1. 任晨（1953年—1955年） 2. 林海清（1955年—1967年停职反省，师长兼农一师党委书记） 3. 赵明高（1983年—1988年，农一师党委书记） 4. 雪樵（1983年—1988年，师长兼农一师党委副书记） 5. 张长坤（1988年—1991年9月，师长兼农一师党委副书记；1990年12月起主持党委工作） 6. 李昌信（1991年9月—1998年，师长兼农一师党委副书记） 7. 王宏年（1998年—2001年1月，师长兼农一师党委书记） 8. 刘新齐（2001年1月—6月，师长兼农一师党委书记、阿克苏地委委员） 9. 王平海（2001年8月—2008年6月，师长兼农一师党委副书记，2004年1月起为农一师阿拉尔市党委副书记；2002年12月起兼阿拉尔市市长） 10. 吴慧泉（2008年6月—2009年2月，2008年5月起师长兼农一师党委副书记，2008年6月起师长兼农一师阿拉尔市党委副书记、阿拉尔市市长） 11. 邹跃斌（2009年2月—2011年8月，师长兼农一师党委副书记；2009年3月起兼阿拉尔市市长） 12. 王新民（2011年8月—2016年9月，师长兼农一师阿拉尔市党委副书记；2012年2月起兼阿拉尔市市长） 13. 杨秀理（2016年9月—，师长兼第一师阿拉尔市党委副书记；2016年10月起兼阿拉尔市人民政府党组书记；2017年2月起兼阿拉尔市市长） | 党委第一书记、第一政治委员 （中共阿克苏地委书记兼任） 1. 刘星蔚（1983年—1985年6月） 2. 颉富平（1985年6月—1990年12月） 3. 康克俭（1990年12月—1993年5月） 4. 熊辉银（1993年5月—1998年1月） 5. 侯长安（1998年1月—2005年4月） 6. 朱昌杰（2005年4月—2009年7月） 7. 黄三平（2009年7月—2014年1月） 8. 窦万贵（2014年1月—2021年12月） 9. 刘新建（2021年12月—） | 政治委员 1. 贺劲南（1953年—1955年，政治委员兼农一师党委第二书记） 2. 杜宏鑑（1955年—1978年） 3. 路略（1983年—？） 4. 康克俭（1988年—1990年12月，政治委员兼农一师党委书记） 5. 张长坤（1991年9月—1994年，政治委员兼农一师党委书记） 6. 王宏年（1994年—1998年，政治委员兼农一师党委书记） 7. 赵广勇（1998年—2001年1月，政治委员兼农一师党委副书记） 8. 刘建新（2001年1月—2005年12月，2001年1月至8月政治委员兼农一师党委副书记，2001年8月起政治委员兼农一师党委书记；2001年1月至3月兼农一师纪委书记；2001年11月起兼阿克苏地委委员；2002年12月起兼阿拉尔市人大常委会主任；2004年1月起兼阿拉尔市委书记） 9. 刘向松（2006年1月—2008年6月，2006年1月至2月政治委员兼农一师党委书记，2006年2月起政治委员兼农一师阿拉尔市党委书记、阿拉尔市人大常委会主任、阿克苏地委委员） 10. 王平海（2008年5月—2009年2月，政治委员兼农一师阿拉尔市党委书记、阿拉尔市人大常委会主任、阿克苏地委委员） 11. 吴慧泉（2009年2月—2011年8月，2009年2月起政治委员兼农一师党委书记，2009年3月起政治委员兼农一师阿拉尔市党委书记、阿克苏地委委员；2009年8月起兼阿拉尔市人大常委会主任） 12. 邹跃斌（2011年8月—2016年9月，政治委员兼第一师阿拉尔市党委书记、阿克苏地委委员） 13. 赵轶平（2016年9月—10月，政治委员兼第一师阿拉尔市党委书记） 14. 姚新民（2016年10月—，政治委员兼第一师阿拉尔市党委书记、阿克苏地委委员） |